# طرح‌واره تصوری
طرح‌وارهٔ تصوری یک ساختار تکرارشونده در فرایندهای شناختی ما است که الگوهای فهم و استدلال ما را ایجاد می‌کند. طرح‌واره‌های تصوری در تعامل‌های بدنی ما، از تجربیات زبانی و از بافت تاریخی شکل می‌گیرند. این اصطلاح در کتاب مارک جانسون با عنوان بدن در ذهن، در مطالعهٔ موردی جورج لیکاف زنان، آتش و چیزهای خطرناک و همچنین توسط رودلف آرنهایم در تفکر تصویری توضیح داده شده.
در زبان‌شناسی شناختی معاصر، طرح‌وارهٔ تصوری به عنوان یک ساختار پیش‌زبانی بدن‌مند از تجربیات که استعارهٔ مفهومی را برمی‌انگیزد محسوب می‌گردد. شواهد موید طرح‌وارهٔ تصوری از بسیاری حوزه‌های مرتبط، شامل کارهای انجام شده روی شناخت بین حوزه‌ای در روان‌شناسی، شناخت فضایی در زبان‌شناسی و روان‌شناسی، زبان‌شناسی شناختی و علوم اعصاب، به دست آمده.
در فارسی طرح‌وارهٔ تصویری نیز ترجمه شده است.